# Flemington (Nova Jersey)
Flemington és una població dels Estats Units a l'estat de Nova Jersey. Segons el cens del 2007 tenia 4.237 habitants.

## Demografia
Segons el cens del 2000, Flemington tenia 4.202 habitants, 1.804 habitatges, i 997 famílies. La densitat de població era de 1.515,5 habitants/km².
Dels 1.804 habitatges en un 26,8% hi vivien nens de menys de 18 anys, en un 38,7% hi vivien parelles casades, en un 11,7% dones solteres, i en un 44,7% no eren unitats familiars. En el 37,7% dels habitatges hi vivien persones soles el 12,1% de les quals corresponia a persones de 65 anys o més que vivien soles. El nombre mitjà de persones vivint en cada habitatge era de 2,26 i el nombre mitjà de persones que vivien en cada família era de 3.
Per edats la població es repartia de la següent manera: un 22,2% tenia menys de 18 anys, un 8,6% entre 18 i 24, un 36,9% entre 25 i 44, un 20,2% de 45 a 60 i un 12,1% 65 anys o més.
L'edat mediana era de 35 anys. Per cada 100 dones de 18 o més anys hi havia 92,7 homes.
La renda mediana per habitatge era de 39.886 $ i la renda mediana per família de 51.582 $. Els homes tenien una renda mediana de 38.594 $ mentre que les dones 31.250 $. La renda per capita de la població era de 23.769 $. Aproximadament el 5% de les famílies i el 6,9% de la població estaven per davall del llindar de pobresa.

## Poblacions més properes
El següent diagrama mostra les poblacions més properes.